# Earophila approximata
Earophila approximata là một loài bướm đêm trong họ Geometridae.